# آذین موحد
آذین موحد (زادهٔ ۱۳۳۹) موسیقی‌دان، نوازنده فلوت، پژوهشگر و استاد دانشگاه اهل ایران است.

## زندگی‌نامه
آذین موحد در سال ۱۳۳۹ زاده شد. پدرش نظام‌الدین موحد از اعضای هیئت رهبری جبهه ملی ایران، حزب ایران و از یاران محمد مصدق در جریان ملی شدن صنعت نفت ایران بود.
آذین موحد دکترای خود را در رشته موسیقی و با تخصص نوازندگی و هنرهای اجرایی از دانشگاه ایلینوی آمریکا گرفته و پس از آن تحقیقات فوق دکترای خود را در علوم نوازندگی در دانشگاه هاروارد انجام داده است. سپس مدتی در دانشگاه ایلی نوی و دانشگاه ایالتی کالیفرنیا تدریس کرده و به ایران بازگشته است.
وی در خرداد ۱۴۰۳ با رای شورای مرکزی به عضویت هیئت رهبری-اجرایی جبهه ملی ایران درآمد.
موحد در بهمن ۱۴۰۳ از عضویت در شورای مرکزی جبهه ملی ایران خارج شد.

## فعالیت‌ها
موحد از سال ۱۳۷۲ عضو هیئت علمی دانشکده هنرهای زیبای دانشگاه تهران است. همچنین استاد مدعو دانشگاه پرتلند و دانشگاه آیونین یونان بوده و در بسیاری از شهرهای جهان با ساز تخصصی خود، فلوت، کنسرت اجرا کرده است.

### حمایت از خیزش ۱۴۰۱ ایران
آذین موحد که به‌عنوان دانشیار و عضو رسمی هیئت علمی گروه موسیقی در دانشگاه تهران مشغول فعالیت است، به خاطر حمایت از اعتراضات دانشجویی و خیزش ۱۴۰۱ ایران، تحت فشار حکومتی قرار گرفت و حقوق وی قطع گردید. او در این باره اظهار داشت که «برای حفظ ساحت دانشگاه و صیانت از حقوق دانشجو و اعتلای فرهنگ و هنر در میهنش، از هیچ تلاشی فروگذاری نمی‌کند»؛ وی همچنین می‌گوید یک بار دیگر نیز در سال ۱۳۷۶، به خاطر «روش آموزش غربی» حقوقش هفت ماه قطع گردیده بود.

## جوایز
آذین موحد جوایز بسیاری در زمینه موسیقی از آن خود کرده است از جمله:
- جایزه Allen B Skei memorial[۳]
- «جایزهٔ برترین زن ایران در عرصهٔ موسیقی کلاسیک» که آن را نزد مسئولان اهدای این جایزه به امانت گذاشت و در همایش آن در روز زن گفت:[۴]

بالندگی فرهنگی که هنر را برای هنر می‌شناسد، چارچوبهای جنسیتی نمی‌شناسد. ضمناً موسیقی که همگی ما آن را زبان مشترک انسانها می‌شناسیم، فرسنگها فرسخ بدور از مرزهای جنسیتی طریقت معرفت‌شناسی است، طریقت نوعدوستی و آزادمنشی. برای من زن هنرمند ایرانی پذیرفتن اینکه همیشه به عنوان گونه‌ای «غیر» در نظام فرهنگی میهنم محسوب آیم دردناک است. پس حضور من امشب در این جمع نه به معنای فراموش کردن این دغدغه‌هاست، بلکه، به معنای رسا کردن فریاد عدالت‌خواهی آن دسته از زنان و مردانی است که اعتقاد دارند تفکیک جنسیتی یا حاکمیت هرگونه تفکر جنسیتی مغایر با اعتلای فرهنگی میهن است و تکثر و گوناگونی را که نمادی مسلم از یک جامعه آزاد است مخدوش می‌کند. پس اجازه می‌خواهم به امید آن روز که زنان و مردان ایران زمین پا به پای هم و دوشادوش هم در اعتلای فرهنگی این مرز و بوم محسوب آیند این لوح نفیس را در خدمتتان به امانت بسپارم تا انشاءالله در آینده‌ای نه چندان دور آن را با افتخار دریافت نمایم.
۳۱ خرداد ۱۴۰۳ مراسم نکوداشت آذین موحد در هفتمین سال‌نوای موسیقی ایران برگزار و تندیس و لوحِ سال‌نوا به وی اهدا شد.

## تعلیق از تدریس در دانشگاه
در پی اعتراضات سراسری ۱۴۰۱ در ایران، آذین موحد از تدریس در دانشکده هنرهای زیبای تهران تعلیق و حقوقش قطع شد.